# Anything Else
Pour plus de détails, voir Fiche technique et Distribution.
Anything Else : La Vie et tout le reste ou Quelque chose d'autre au Québec (Anything Else) est un film américano-britanno-français de Woody Allen, sorti en 2003.

## Synopsis
Histoire des relations tumultueuses de Jerry avec, d'une part, Dobel son mentor paranoïaque et, d'autre part, Amanda sa petite amie névrosée.
Jerry est un jeune auteur de sketches comiques pour la télévision, découvert et exploité par Harvey, un agent minable dont il a du mal à se détacher, grugé par son psychanalyste qui répond à ses questions par une question. Il a aussi des problèmes dans son couple ; Amanda, une peste névrosée et « pseudo-frigide », lui impose sa mère et son piano chez lui , ses aventures, son tabagisme et lui vide son frigo. Heureusement, il y a Dobel, le prof des quartiers populaires, fin lettré névrosé obsédé par la Shoah, qui roule en Porsche rouge décapotable, ex-gagman lui aussi, avec qui il passe son temps libre à Central Park. Dobel va-t-il lui apprendre la liberté ?

## Fiche technique
Sauf indication contraire, les informations mentionnées dans cette section peuvent être confirmées par les bases de données cinématographiques IMDb et Allociné,  présentes dans la section « Liens externes ».
- Titre original : Anything Else
- Titre français : Anything Else : La Vie et tout le reste
- Titre québécois : Quelque chose d'autre[1]
- Réalisation : Woody Allen
- Scénario : Woody Allen
- Direction artistique : Tom Warren
- Décors : Santo Loquasto (en) et Regina Graves[2]
- Costumes : Laura Jean Shannon
- Photographie : Darius Khondji
- Son : Gary Alper, Lee Dichter, Robert Hein
- Montage : Alisa Lepselter
- Production : Letty Aronson (en)
  - Production déléguée : Benny Medina (en) et Stephen Tenenbaum (en)
  - Coproduction : Helen Robin
  - Coproduction déléguée : Charles H. Joffe et Jack Rollins
- Sociétés de production :
  - États-Unis : Perdido Productions, en association avec Gravier Productions, présenté par Dreamworks Pictures
  - Royaume-Uni : Granada Film Productions
  - France : Canal+
- Sociétés de distribution : DreamWorks Distribution (États-Unis) ; BAC Films (France)[2] ; Monopole-Pathé (Suisse romande)
- Budget : 18 millions USD[3],[4]
- Pays de production :  États-Unis,  Royaume-Uni,  France
- Langues originales : anglais, latin
- Format : couleur (Technicolor) — 35 mm — 2,35:1 (Panavision) — son DTS (Mono) / Dolby Digital (Mono) / SDDS (Mono)
- Genre : comédie romantique
- Durée : 108 minutes
- Dates de sortie[5] :
  - États-Unis, Québec : 19 septembre 2003[1]
  - France, Suisse romande : 29 octobre 2003[6],[7]
  - Belgique : 7 janvier 2004[8]
  - Royaume-Uni : 30 juillet 2004
- Classification[9] :
  - États-Unis : les enfants de moins de 17 ans doivent être accompagnés d'un adulte (R – Restricted)[N 1]
  - Royaume-Uni : interdit aux moins de 15 ans (15 - Suitable only for 15 years and over)
  - France : tous publics[10]
  - Belgique : tous publics (Alle Leeftijden)[8]
  - Québec : 13 ans et plus (13+ / 13 years and over)[1]

## Distribution
- Jason Biggs (VF : Damien Boisseau) : Jerry Falk
- Christina Ricci (VF : Sylvie Jacob) : Amanda
- Woody Allen (VF : Jean-Luc Kayser) : David Dobel
- Danny DeVito (VF : Michel Fortin)  : Harvey
- Stockard Channing (VF : Marion Game) : Paula
- KaDee Strickland : Brooke
- Jimmy Fallon : Bob Styles
- Erica Leerhsen (VF : Danièle Douet) : Connie
- William Hill (VF : Patrick Floersheim)  : le psychiatre
- Fisher Stevens (VF : Patrick Floersheim)  : le manager
- Diana Krall : elle-même

## Production

### Bande originale
- You'd Be So Easy to Love (en) - Billie Holiday
- Gat I - Ravi Shankar
- It Could Happen to You (en) - Diana Krall
- Gone with the Wind (en) - Wes Montgomery
- The Way You Look Tonight - Billie Holiday
- I Can't Believe That You're in Love with Me - Billie Holiday
- Honeysuckle Rose - Teddy Wilson
- I Can't Get Started - Lester Young
- Sunday (The Day Before My Birthday) - Moby
- There'll Be Another Spring - Stockard Channing
- There Will Never Be Another You - Lester Young

## Sélections
- Festival du cinéma américain de Deauville 2003 : premières - hors compétition pour Woody Allen[11]
- Mostra de Venise 2003 : film d'ouverture

## Éditions en vidéo
En France, le film Anything Else : La Vie et tout le reste est sorti en DVD le 7 septembre 2004 et en VOD le 20 mai 2021.